# NGC 4462
NGC 4462 (również PGC 41150) – galaktyka spiralna z poprzeczką (SBab), znajdująca się w gwiazdozbiorze Kruka. Odkrył ją William Herschel 26 marca 1789 roku.
W galaktyce tej zaobserwowano supernową SN 1998bn.